# El Tuilaíto Punta de Diamante
El Tuilaíto Punta de Diamante är en ort i Mexiko.   Den ligger i kommunen Comitán Municipality och delstaten Chiapas, i den sydöstra delen av landet, 800 km öster om huvudstaden Mexico City. El Tuilaíto Punta de Diamante ligger 1 806 meter över havet och antalet invånare är 150.
Terrängen runt El Tuilaíto Punta de Diamante är huvudsakligen kuperad, men åt sydost är den platt. Runt El Tuilaíto Punta de Diamante är det ganska tätbefolkat, med 67 invånare per kvadratkilometer. Närmaste större samhälle är Las Margaritas, 18,8 km öster om El Tuilaíto Punta de Diamante. I omgivningarna runt El Tuilaíto Punta de Diamante växer huvudsakligen savannskog.